# Bahianthus viscosus
Bahianthus es un género botánico monotípico perteneciente a la familia Asteraceae. Su única especie: Bahianthus viscosus es originaria de Brasil.

## Descripción
Bahianthus viscosus solo tienen disco (sin rayos florales) y los pétalos son de color blanco, ligeramente amarillento blanco, rosa o morado (nunca de un completo color amarillo).

## Distribución y hábitat
Se encuentra en la Caatinga, Cerrado y Mata Atlántica de Brasil.

## Taxonomía
Bahianthus viscosus fue descrita por (Spreng.) R.M.King & H.Rob.  y publicado en Phytologia 23(3): 313. 1972.
Sinonimia
- Eupatorium harvardianum Steyerm.
- Gyptis baccharoides Sch.Bip. ex Baker
- Mikania viscosa Spreng.	basónimo
- Symphyopappus viscosus (Spreng.) Sch.Bip. ex Baker
- Willoughbya viscosa (Spreng.) Kuntze[5]